# Cerimonia di apertura dei Giochi della XXX Olimpiade

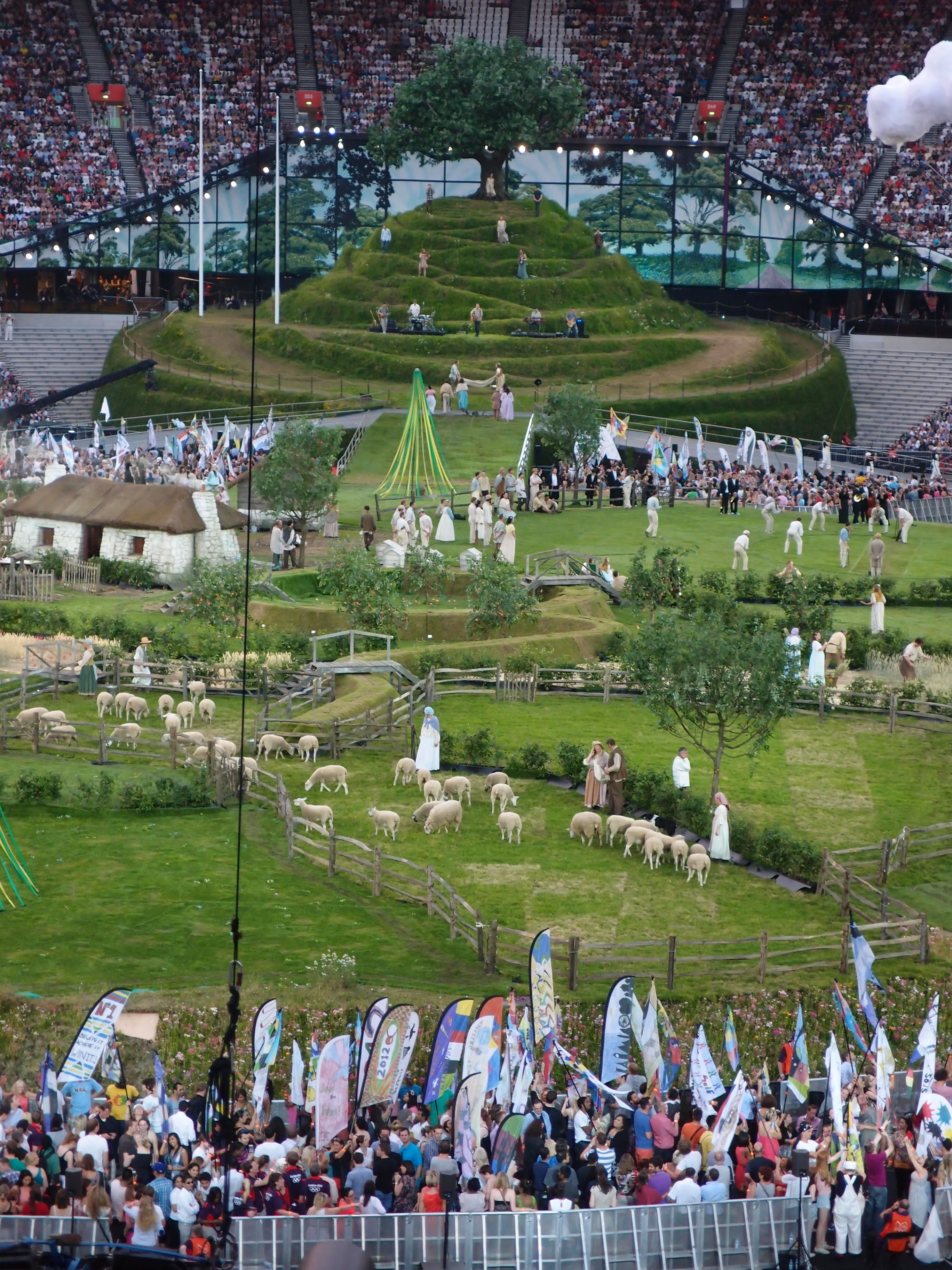
La scena agreste che ha aperto la cerimonia

La cerimonia di apertura dei Giochi della XXX Olimpiade si tenne il 27 luglio 2012 alle 21 locali all'interno dello stadio Olimpico di Londra.
Regista della cerimonia è stato l'inglese Danny Boyle.

## Programma
Il tema della cerimonia è Le isole della meraviglia.

### Prologo
La mattina del 27 luglio, alle ore 8:12, le campane del Big Ben e molte altre campane del Regno Unito, comprese quelle dei parlamenti del Galles, della Scozia e dell'Irlanda del Nord, e le sirene degli edifici della Royal Navy annunciano l'apertura dell'Olimpiade. Era dalla morte di re Giorgio VI, il 6 febbraio 1952, che la campana del Palazzo di Westminster non suonava al di fuori del suo regolare programma.
Meno di un'ora prima dell'inizio ufficiale della cerimonia, alle 20:12 (orario che ricorda l'anno 2012), la pattuglia acrobatica della RAF (Red Arrows) sorvola lo Stadio Olimpico rilasciando in cielo scie di fumo rosso, bianco e blu, i colori della bandiera britannica.
La cerimonia è introdotta da un video in cui viene percorso il corso del fiume Tamigi dalla sua sorgente fino alla città di Londra. 

### Countdown
Un film di due minuti, Viaggio lungo il Tamigi, diretto da Boyle e prodotto dalla BBC, ha aperto la cerimonia. Al suono di "Surf Solar" dei Fuck Buttons, ha seguito il fiume Tamigi dalla sorgente fino al cuore di Londra, giustapponendo immagini della vita britannica contemporanea con inquadrature pastorali e flash di scene dallo stadio.
I personaggi Ratty, Mole e Toad di Il vento tra i salici sono stati visti brevemente, così come una "mano dei Monty Python" che punta verso Londra sugli ombrelli e un treno InterCity 125 che passa davanti agli anelli olimpici come cerchi nel grano in un campo. Alla centrale elettrica di Battersea un maiale dei Pink Floyd volava tra le torri; il suono dell'orologio di un'altra canzone dei Pink Floyd "Time" è stato sentito passare davanti al Big Ben.
Dopo essersi sollevato su una veduta aerea dell'East London che rispecchiava la sequenza dei titoli della soap opera della BBC EastEnders, al suono dei tamburi del tema di chiusura, il film sfrecciava giù attraverso la barriera del Tamigi, a Bow Creek, e poi sotto la superficie attraverso un treno e una stazione della metropolitana di Londra, filmati storici del tunnel del Tamigi di Isambard Kingdom Brunel e attraverso il tunnel Rotherhithe.
Il countdown è eseguito sulle note di Maps of the problematique dei Muse. Subito dopo il ciclista britannico Bradley Wiggins, vestito di giallo in onore della sua recente vittoria al Tour de France, suona il primo rintocco della campana olimpica, dando ufficialmente inizio alla cerimonia.

### Green & Pleasant Land
Lo stadio è allestito con uno scenario rurale con tanto di animali domestici. Sono rappresentate le quattro nazioni del Regno Unito (Irlanda del Nord, Scozia, Galles e Inghilterra) e ciascuna di queste viene accompagnata da altrettanti canti tradizionali.

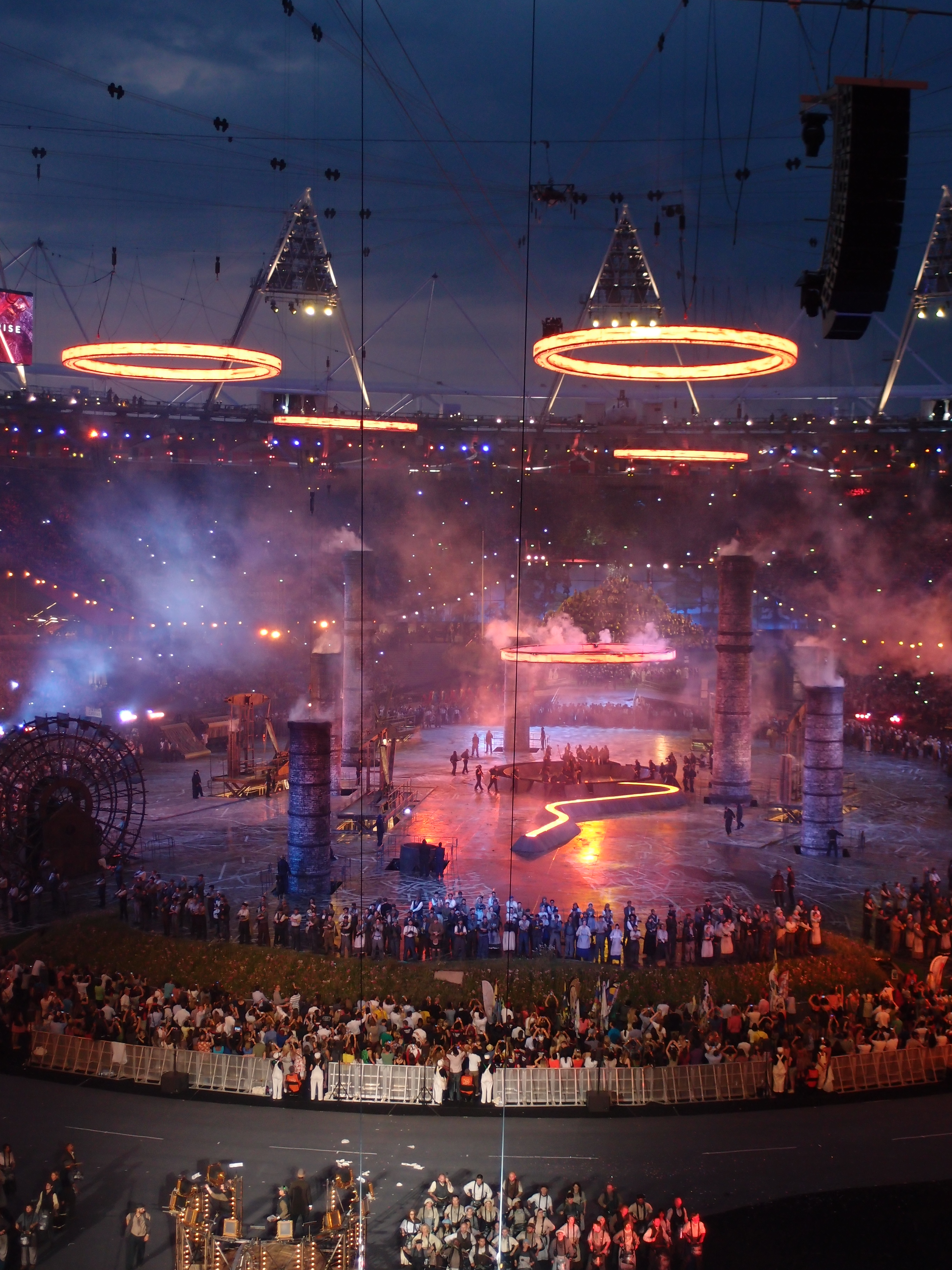
I cerchi olimpici appena forgiati si levano sopra lo Stadio Olimpico

A seguire, Kenneth Branagh interpreta l'ingegnere Isambard Kingdom Brunel nell'atto di recitare La tempesta di Shakespeare.

### Pandemonium
In seguito numerosi tamburi accompagnano l'ingresso degli operai protagonisti della rivoluzione industriale, contadini che, lasciata la campagna, si sono spostati nelle città. È a questo punto che il paesaggio rurale cede il posto ad uno scenario, appunto, industriale con tanto di quattro ciminiere fumanti, spuntate dal terreno.
Dopo un passaggio sui conflitti che hanno interessato l'Inghilterra e il mondo, prima tra tutte la prima guerra mondiale, vengono ricordate le lotte civili che hanno seguito le immigrazioni dalle colonie inglesi. Viene poi celebrato il lavoro, i sindacati e le varie classi sociali che hanno fatto la ricchezza del Paese.
Un enorme cerchio forgiato da questi operai, si solleva e si unisce sopra lo stadio ad altri quattro cerchi, andando a formare i cerchi olimpici che rappresentano tutte le nazioni del mondo.
Il brano che accompagna questo blocco è And I Will Kiss degli Underworld.

### Ingresso della regina e parte seconda
Segue il cortometraggio Happy and Glorious, ambientato a Buckingham Palace, dove Daniel Craig (nei panni di James Bond) fa il suo ingresso al cospetto della regina Elisabetta II, per poi accompagnarla su un elicottero diretto allo Stadio Olimpico, passando per il Tower Bridge e altri luoghi-simbolo della capitale britannica. Tornati in diretta, l'elicottero è poi realmente giunto sopra lo stadio e la regina e Daniel Craig si lanciano con due paracadute, con il sottofondo della classica colonna sonora di 007. Poi la regina e il consorte Filippo di Edimburgo fanno il loro ingresso per prendere posto sul palco d'onore ed osservare l'alzabandiera della Union Jack, accompagnato dall'inno britannico God Save the Queen cantato da un coro di voci bianche, che indossano un pigiama e cantano esprimendosi anche con la lingua dei segni britannica.
Si giunge al secondo dopoguerra inglese, quando nasce il National Health Service. Lo stadio è pieno di letti d'ospedale, bambini, infermieri e medici e quando J. K. Rowling legge un passo del romanzo Peter Pan, vari celebri personaggi cattivi delle favole fanno il loro ingresso. In particolare un gigantesco Voldemort si innalza al centro dello stadio. Sopraggiunge poi una folla di Mary Poppins che planano dal cielo con i loro ombrelli luminosi, scacciando i personaggi maligni per poi mettersi a ballare con i bambini malati.

Tutta questa parte è accompagnata da due brani suonati da Mike Oldfield: Tubular Bells e In dulci jubilo.
La scena poi è per la London Symphony Orchestra, diretta da Simon Rattle e nella quale Rowan Atkinson suona col sintetizzatore le note della colonna sonora di Momenti di gloria. Intanto viene trasmesso un filmato tratto da una scena del celebre film, con la presenza dello stesso Rowan Atkinson.
Viene poi rappresentata una serata tipo di due famiglie inglesi. In particolare una ragazza, June, esce di casa per incontrare il suo lui, Frankie, accompagnata da spezzoni di brani musicali degli anni sessanta, settanta, novanta e anche più recenti. Un gran numero di ragazzi si scatena in balli di vario genere. Intanto, al centro dello stadio, sulle pareti di una piccola casa vengono proiettate alcune scene di celebri film e video musicali. Durante questa rappresentazione, Frankie e June cercano di ritrovarsi, soprattutto chiamandosi e mandandosi sms con il cellulare. Riusciranno alla fine ad incontrarsi e a scambiarsi un bacio, mentre sulla casa al centro dello stadio si alternano i baci più celebri della storia del cinema e non solo, per poi continuare con musica degli anni recenti, in particolare rap, techno e house. Quando la casa si solleva, al suo interno si rivela esserci Tim Berners-Lee, inventore del World Wide Web.
Segue una sequenza di scene tratte dal viaggio della fiaccola olimpica dei Giochi olimpici di Londra 1948 e di Londra 2012. Durante queste scene, si vede David Beckham alla guida di un motoscafo con a bordo una tedofora.
Segue una fase di totale silenzio durante la quale scorre una sequenza di fotografie in ricordo delle persone non più in vita.
In un'ambientazione dai caldi toni giallo-arancio, dei ballerini si muovono sulle note di un brano dai ritmi romantici. Da questo corpo di ballo si distacca un danzatore che avanza verso un bambino, per poi cingerlo in un abbraccio sul finire della musica.

### Sfilata delle delegazioni e parte terza

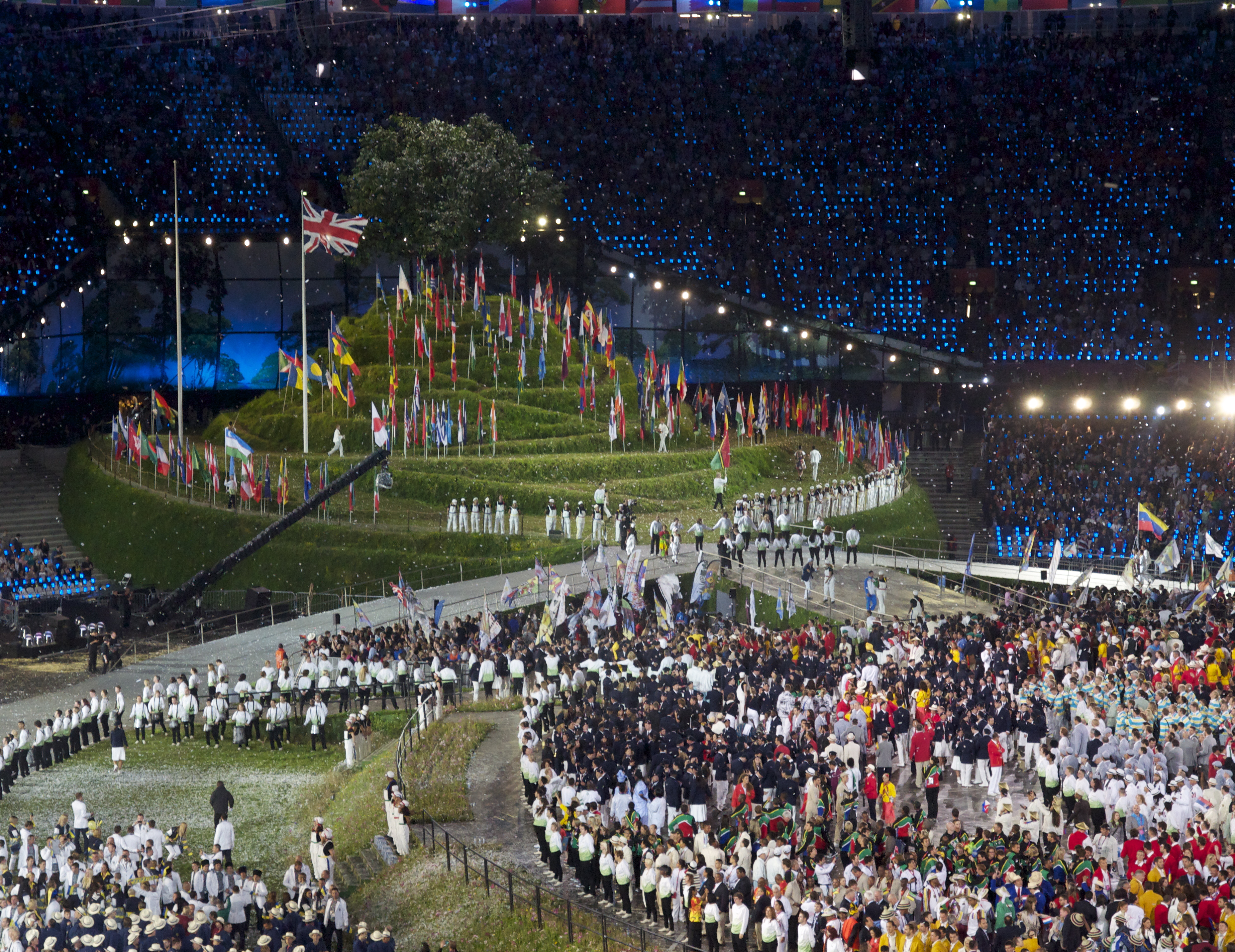
Durante la sfilata delle delegazioni, la collina all'interno dello stadio si riempie delle bandiere delle 205 squadre

Inizia dunque la sfilata degli atleti delle 204 delegazioni, in ordine della lingua inglese, ciascuna delle quali è accompagnata da un bambino con in mano un petalo in rame. Le bandiere vengono poste sulla collina, una rappresentazione della Glastonbury Tor, che era parte dello scenario agreste all'inizio della cerimonia e che è rimasta fino al termine dell'evento. La sfilata, come tradizione, è aperta dalla Grecia, patria dei Giochi olimpici antichi, e si chiude con la rappresentativa del Paese ospitante, in questo caso la Gran Bretagna.
Dopo uno spazio musicale che vede protagonisti gli Arctic Monkeys, è il momento dell'ingresso di una moltitudine di biciclette "cavalcate" da bianche colombe dalle ali luminose. Una di queste si leva sopra lo stadio sul finire della musica.
Seguono il discorso del presidente del comitato organizzatore Sebastian Coe e quello del presidente del Comitato Olimpico Internazionale Jacques Rogge. Dopodiché la regina Elisabetta II apre i Giochi della XXX Olimpiade.
Entra dunque la bandiera olimpica, portata da Ban Ki-moon, Daniel Barenboim, Marina Silva, Haile Gebrselassie e altre celebrità, che la danno in consegna a rappresentanti delle forze armate britanniche per l'alzabandiera sulle note dell'Inno olimpico. In questo momento solenne è presente anche l'ex pugile Muhammad Ali, che ha voluto partecipare alla cerimonia nonostante la malattia.
Il motoscafo visto in precedenza condotto da David Beckham giunge nei pressi dello Stadio Olimpico. La fiamma olimpica passa nelle mani di Steve Redgrave che la porta fino all'interno dello stadio.
Intanto è il momento del giuramento degli atleti, pronunciato da Sarah Stevenson, dei giudici, da parte di Mik Basi e dei tecnici, di Eric Farrell.

### Accensione del braciere olimpico
La torcia olimpica entra ora nello stadio e viene passata da Redgrave a sette giovani atleti che, dopo un giro di pista, raggiungono altrettanti grandi campioni olimpici e accendono le fiaccole che tengono in mano. Con una torcia ciascuno, i sette giovani atleti raggiungono la postazione per l'accensione del braciere olimpico. Vengono accese delle fiamme nei petali di rame portati in precedenza dai bambini durante la sfilata delle delegazioni. La corolla formata dai petali di rame si chiude fino a formare il braciere olimpico. Segue un imponente spettacolo pirotecnico, accompagnato da Eclipse dei Pink Floyd.
Paul McCartney al pianoforte chiude la cerimonia cantando Hey Jude.

## Cronologia

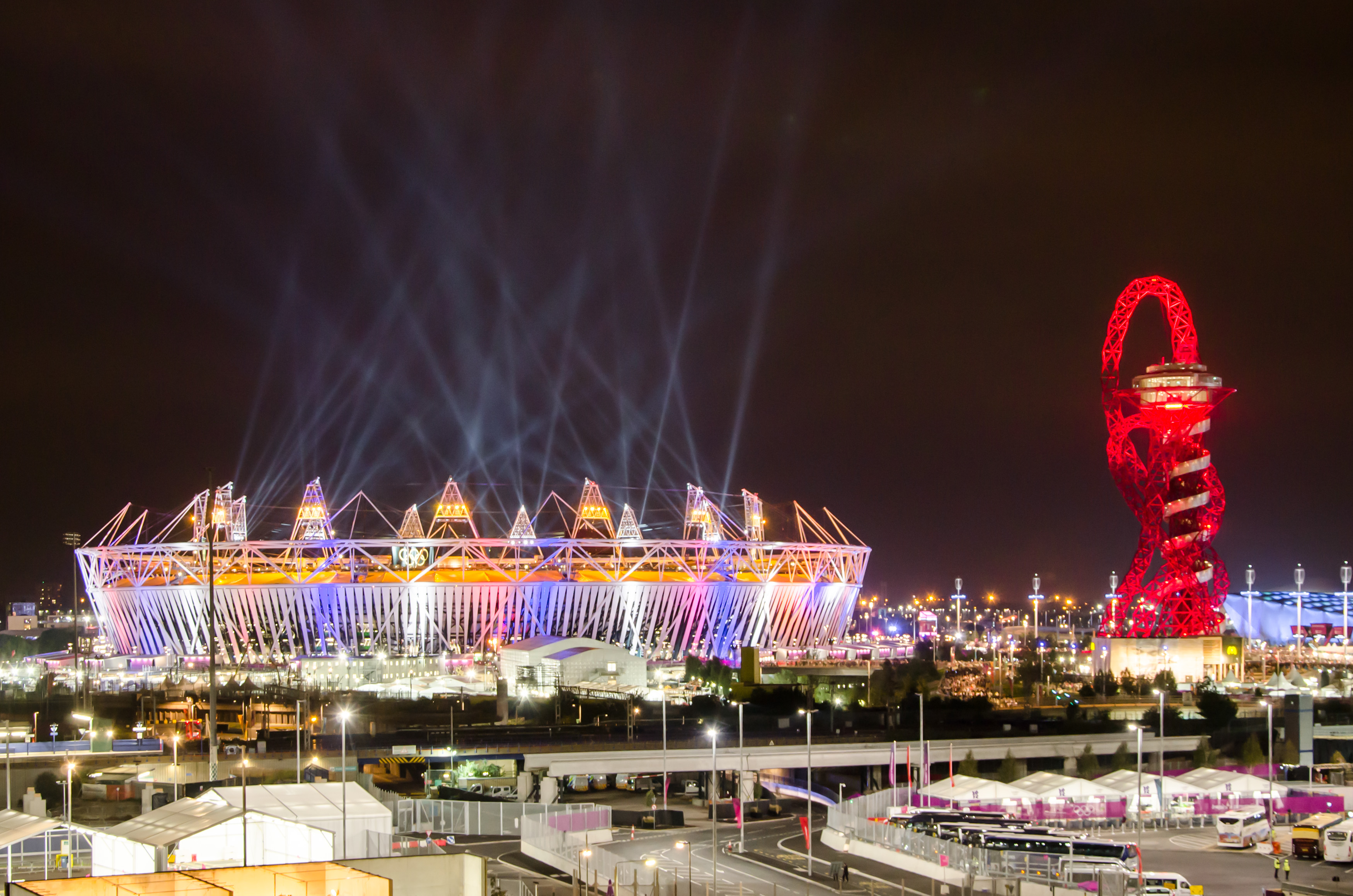
Lo stadio durante la cerimonia

- 21:00[5] - inizio della cerimonia di apertura
- 22:05 - alzabandiera della Union Jack accompagnato dall'inno nazionale britannico.
- 22:20 - ingresso delle delegazioni sportive allo Stadio Olimpico
- 00:07 - discorsi del presidente del comitato organizzatore Sebastian Coe, del presidente del Comitato Olimpico Internazionale Jacques Rogge
- 00:18 - la regina Elisabetta II apre ufficialmente i Giochi della XXX Olimpiade
- 00:27 - Sarah Stevenson recita il giuramento degli atleti
- 00:37 - accensione del braciere olimpico formato da 205 petali, uno per ogni delegazione partecipante ai Giochi

## Protagonisti
- Direttore artistico: Danny Boyle
- Produttore artistico e supervisore: Stephen Daldry
- Produttore esecutivo: Catherie Ugwu
- Regista e produttore televisivo: Hamish Hamilton
- Designer: Suttirat Anne Larlarb e Mark Tildesley
- Sceneggiatore: Frank Cottrell Boyce
- Presentatore: Rick Smith von Underworld
- Coreografi: Temujin Gill, Kenrick Sandy e Akram Khan
- Lighting designer: Mark Fisher e Patrick Woodroffe
- Direttore tecnico: Piers Shepperd

## Musica
L'eclettico programma musicale è stato scelto per mostrare quasi esclusivamente musica britannica con brani che rappresentano le quattro nazioni del Regno Unito. Comprendeva opere classiche di compositori britannici come Hubert Parry ed esibizioni di cori e orchestre del Regno Unito.
Rick Smith e Underworld hanno composto brani per la cerimonia, tra cui "And I Will Kiss" utilizzato durante la sezione "Pandemonium" e "Caliban's Dream" ascoltato durante l'accensione del calderone.
Le campane erano il tema del giorno di apertura delle Olimpiadi, a partire dalle 8:12 con l'opera No. 1197: All the Bells dell'artista Martin Creed, quando le campane suonarono in tutto il Regno Unito, inclusi quaranta rintocchi del Big Ben. "Il suono delle campane è il suono dell'Inghilterra", aveva detto Boyle ai volontari durante le prove.  Gran parte della musica per la cerimonia conteneva riferimenti a "campane", che si collegavano alla grande campana forgiata per la cerimonia ed evocavano le campane come "il suono della libertà e della pace".
Boyle si è rivolto personalmente a molti artisti, per vedere se fossero interessati a esibirsi, ed è anche volato alle Barbados per un incontro di un'ora con Mike Oldfield. Alcuni lo rifiutarono, inclusi Elvis Costello e David Bowie.

## Delegazioni
Segue l'elenco delle 205 delegazioni che hanno sfilato durante la cerimonia di apertura e dei rispettivi portabandiera.
| Paese                        | Portabandiera                           | Sport             | Atleti | Note  |
| ---------------------------- | --------------------------------------- | ----------------- | ------ | ----- |
| Grecia                       | Alexandros Nikolaidis                   | Taekwondo         |        |       |
| Afghanistan                  | Nesar Ahmad Bahave                      | Taekwondo         |        |       |
| Albania                      | Romela Begaj                            | Sollevamento pesi |        |       |
| Algeria                      | Abdelhafid Benchabla                    | Pugilato          |        |       |
| Samoa Americane              | Ching Maou Wei                          | Nuoto             |        |       |
| Andorra                      | Joan Tomàs Roca                         | Tiro              |        |       |
| Angola                       | Antonia Moreira                         | Judo              |        |       |
| Antigua e Barbuda            | Daniel Bailey                           | Atletica leggera  |        |       |
| Argentina                    | Luciana Aymar                           | Hockey su prato   |        |       |
| Armenia                      | Arman Yeremyan                          | Taekwondo         |        |       |
| Aruba                        | Jemal Le Grand                          | Nuoto             |        |       |
| Australia                    | Lauren Jackson                          | Pallacanestro     |        |       |
| Austria                      | Markus Rogan                            | Nuoto             |        |       |
| Azerbaigian                  | Elnur Mammadli                          | Judo              |        |       |
| Bahamas                      | Chris Brown                             | Atletica leggera  |        |       |
| Bahrein                      | Azza Al Qasmi                           | Tiro              |        |       |
| Bangladesh                   | Mahfizur Rahman Sagor                   | Nuoto             |        |       |
| Barbados                     | Ryan Brathwaite                         | Atletica leggera  |        |       |
| Bielorussia                  | Maks Mirny                              | Tennis            |        |       |
| Belgio                       | Tia Hellebaut                           | Atletica leggera  |        |       |
| Belize                       | Kenneth Medwood                         | Atletica leggera  |        |       |
| Benin                        | Jacob Gnahoui                           | Judo              |        |       |
| Bermuda                      | Zander Kirkland                         | Vela              |        |       |
| Bhutan                       | Sherab Zam                              | Tiro con l'arco   |        |       |
| Bolivia                      | Karen Torrez                            | Nuoto             |        |       |
| Bosnia ed Erzegovina         | Amel Mekić                              | Judo              |        |       |
| Botswana                     | Amantle Montsho                         | Atletica leggera  |        |       |
| Brasile                      | Rodrigo Pessoa                          | Equitazione       |        |       |
| Isole Vergini Britanniche    | Tahesia Harrigan                        | Atletica leggera  |        |       |
| Brunei                       | Maziah Mahusin                          | Atletica leggera  |        |       |
| Bulgaria                     | Jordan Jovčev                           | Ginnastica        |        |       |
| Burkina Faso                 | Severine Nebie                          | Judo              |        |       |
| Burundi                      | Diana Nukuri                            | Atletica leggera  |        |       |
| Cambogia                     | Sorn Davin                              | Taekwondo         |        |       |
| Camerun                      | Annabelle Ali                           | Lotta             |        |       |
| Canada                       | Simon Whitfield                         | Triathlon         |        |       |
| Capo Verde                   | Adysangela Moniz                        | Atletica leggera  |        |       |
| Isole Cayman                 | Brett Fraser                            | Nuoto             |        |       |
| Rep. Centrafricana           | Seulki Kang                             | Taekwondo         |        |       |
| Ciad                         | Carine Ngarlemdana                      | Judo              |        |       |
| Cile                         | Denisse van Lamoen                      | Tiro con l'arco   |        |       |
| Cina                         | Yi Jianlian                             | Pallacanestro     |        |       |
| Colombia                     | Mariana Pajón                           | Ciclismo          |        |       |
| Comore                       | Feta Ahamanda                           | Atletica leggera  |        |       |
| Rep. del Congo               | Lorène Bazolo                           | Atletica leggera  |        |       |
| Isole Cook                   | Helema Williams                         | Vela              |        |       |
| Costa Rica                   | Gabriela Traña                          | Atletica leggera  |        |       |
| Costa d'Avorio               | Ben Youssef Meïté                       | Atletica leggera  |        |       |
| Croazia                      | Venio Losert                            | Pallamano         |        |       |
| Cuba                         | Mijaín López                            | Lotta             |        |       |
| Cipro                        | Marcos Baghdatis                        | Tennis            |        |       |
| Rep. Ceca                    | Petr Koukal                             | Badminton         |        |       |
| Corea del Nord               | Pak Song-Chol                           | Atletica leggera  |        |       |
| RD del Congo                 | Ilunga Mande Zatara                     | Atletica leggera  |        |       |
| Danimarca                    | Kim Wraae Knudsen                       | Canoa/kayak       |        |       |
| Gibuti                       | Zourah Ali                              | Atletica leggera  |        |       |
| Dominica                     | Erison Hurtault                         | Atletica leggera  |        |       |
| Rep. Dominicana              | Gabriel Mercedes                        | Taekwondo         |        |       |
| Ecuador                      | César de Cesare                         | Canoa/kayak       |        |       |
| Egitto                       | Hesham Mesbah                           | Judo              |        |       |
| El Salvador                  | Evelyn García                           | Ciclismo          |        |       |
| Guinea Equatoriale           | Bibiana Martina                         | Atletica leggera  |        |       |
| Eritrea                      | Weynay Ghebresilasie                    | Atletica leggera  |        |       |
| Estonia                      | Aleksander Tammert                      | Atletica leggera  |        |       |
| Etiopia                      | Yanet Seyoum                            | Nuoto             |        |       |
| Figi                         | Josateki Naulu                          | Judo              |        |       |
| Finlandia                    | Hanna-Maria Seppälä                     | Nuoto             |        |       |
| Macedonia                    | Marko Blaževski                         | Nuoto             |        |       |
| Francia                      | Laura Flessel-Colovic                   | Scherma           |        |       |
| Gabon                        | Ruddy Zang Milama                       | Atletica leggera  |        |       |
| Gambia                       | Suwaibou Sanneh                         | Atletica leggera  |        |       |
| Georgia                      | Nino Salukvadze                         | Tiro              |        |       |
| Germania                     | Natascha Keller                         | Hockey su prato   |        |       |
| Ghana                        | Maxwell Amponsah                        | Pugilato          |        |       |
| Grenada                      | Kirani James                            | Atletica leggera  |        |       |
| Guam                         | Maria Dunn                              | Lotta             |        |       |
| Guatemala                    | Juan Ignacio Maegli                     | Vela              |        |       |
| Guinea                       | Facinet Keita                           | Judo              |        |       |
| Guinea-Bissau                | Augusto Midana                          | Lotta             |        |       |
| Guyana                       | Winston George                          | Atletica leggera  |        |       |
| Haiti                        | Linouse Desravine                       | Judo              |        |       |
| Honduras                     | Ronald Bennett                          | Atletica leggera  |        |       |
| Hong Kong                    | Lee Wai Sze                             | Ciclismo          |        |       |
| Ungheria                     | Péter Biros                             | Pallanuoto        |        |       |
| Islanda                      | Ásdís Hjálmsdóttir                      | Atletica leggera  |        |       |
| Atleti Olimpici Indipendenti | Brooklyn Kerlin                         | -                 |        | [ 8 ] |
| India                        | Sushil Kumar                            | Lotta             |        |       |
| Indonesia                    | I Gede Siman Sudartawa                  | Nuoto             |        |       |
| Iran                         | Ali Mazaheri                            | Pugilato          |        |       |
| Iraq                         | Dana Hussain                            | Atletica leggera  |        |       |
| Irlanda                      | Katie Taylor                            | Pugilato          |        |       |
| Israele                      | Shahar Tzuberi                          | Vela              |        |       |
| Italia                       | Valentina Vezzali                       | Scherma           |        |       |
| Giamaica                     | Usain Bolt                              | Atletica leggera  |        |       |
| Giappone                     | Saori Yoshida                           | Lotta             |        |       |
| Giordania                    | Nadin Dawani                            | Taekwondo         |        |       |
| Kazakistan                   | Nurmakhan Tinaliyev                     | Lotta             |        |       |
| Kenya                        | Jason Dunford                           | Nuoto             |        |       |
| Kiribati                     | David Katoatau                          | Sollevamento pesi |        |       |
| Corea del Sud                | Yoon Kyung-Shin                         | Pallamano         |        |       |
| Kuwait                       | Fehaid Al-Deehani                       | Tiro              |        |       |
| Kirghizistan                 | Chingiz Mamedov                         | Judo              |        |       |
| Laos                         | Kilakone Siphonexay                     | Atletica leggera  |        |       |
| Lettonia                     | Mārtiņš Pļaviņš                         | Beach volley      |        |       |
| Libano                       | Andrea Paoli                            | Taekwondo         |        |       |
| Lesotho                      | Mamorallo Tjoka                         | Atletica leggera  |        |       |
| Liberia                      | Phobay Kutu-Akoi                        | Atletica leggera  |        |       |
| Libia                        | Sofyan El Gidi                          | Nuoto             |        |       |
| Liechtenstein                | Stephanie Vogt                          | Tennis            |        |       |
| Lituania                     | Virgilijus Alekna                       | Atletica leggera  |        |       |
| Lussemburgo                  | Marie Muller                            | Judo              |        |       |
| Madagascar                   | Fetra Ratsimiziva                       | Judo              |        |       |
| Malawi                       | Mike Tebulo                             | Atletica leggera  |        |       |
| Malaysia                     | Pandelela Rinong                        | Tuffi             |        |       |
| Maldive                      | Mohamed Ajfan Rasheed                   | Badminton         |        |       |
| Mali                         | Rahamatou Drame                         | Atletica leggera  |        |       |
| Malta                        | William Chetcuti                        | Tiro              |        |       |
| Isole Marshall               | Haley Nemra                             | Atletica leggera  |        |       |
| Mauritania                   | Jidou El Moctar                         | Atletica leggera  |        |       |
| Mauritius                    | Natacha Rigobert                        | Beach volley      |        |       |
| Messico                      | María Espinoza                          | Taekwondo         |        |       |
| Micronesia                   | Manuel Minginfel                        | Sollevamento pesi |        |       |
| Moldavia                     | Dan Olaru                               | Tiro con l'arco   |        |       |
| Monaco                       | Angelique Trinquier                     | Nuoto             |        |       |
| Mongolia                     | Ser-Od Bat-Ochir                        | Atletica leggera  |        |       |
| Montenegro                   | Srđan Mrvaljević                        | Judo              |        |       |
| Marocco                      | Wiam Dislam                             | Taekwondo         |        |       |
| Mozambico                    | Kurt Couto                              | Atletica leggera  |        |       |
| Birmania                     | Zaw Win Thet                            | Atletica leggera  |        |       |
| Namibia                      | Gaby Ahrens                             | Tiro              |        |       |
| Nauru                        | Itte Detenamo                           | Sollevamento pesi |        |       |
| Nepal                        | Prasiddha Jung Shah                     | Nuoto             |        |       |
| Paesi Bassi                  | Dorian van Rijsselberghe                | Vela              |        |       |
| Nuova Zelanda                | Nicholas Willis                         | Atletica leggera  |        |       |
| Nicaragua                    | Osmar Bravo                             | Pugilato          |        |       |
| Niger                        | Moustapha Hima                          | Pugilato          |        |       |
| Nigeria                      | Sinivie Boltic                          | Lotta             |        |       |
| Norvegia                     | Mira Verås Larsen                       | Canoa/kayak       |        |       |
| Oman                         | Ahmed Al-Hatmi                          | Tiro              |        |       |
| Pakistan                     | Sohail Abbas                            | Hockey su prato   |        |       |
| Palau                        | Rodman Teltull                          | Atletica leggera  |        |       |
| Palestina                    | Maher Abu Remeleh                       | Judo              |        |       |
| Panama                       | Irving Saladino                         | Atletica leggera  |        |       |
| Papua Nuova Guinea           | Toea Wisil                              | Atletica leggera  |        |       |
| Paraguay                     | Ben Hockin                              | Nuoto             |        |       |
| Perù                         | Gladys Tejeda                           | Atletica leggera  |        |       |
| Filippine                    | Hidilyn Diaz                            | Sollevamento pesi |        |       |
| Polonia                      | Agnieszka Radwańska                     | Tennis            |        |       |
| Portogallo                   | Telma Monteiro                          | Judo              |        |       |
| Porto Rico                   | Javier Culson                           | Atletica leggera  |        |       |
| Qatar                        | Bahiya Al-Hamad                         | Tiro              |        |       |
| Romania                      | Horia Tecău                             | Tennis            |        |       |
| Russia                       | Marija Šarapova                         | tennis            |        |       |
| Ruanda                       | Adrien Niyonshuti                       | Ciclismo          |        |       |
| Saint Kitts e Nevis          | Kim Collins                             | Atletica leggera  |        |       |
| Saint Lucia                  | Levern Spencer                          | Atletica leggera  |        |       |
| Saint Vincent e Grenadine    | Kineke Alexander                        | Atletica leggera  |        |       |
| Samoa                        | Ele Opeloge                             | Sollevamento pesi |        |       |
| San Marino                   | Alessandra Perilli                      | Tiro              |        |       |
| São Tomé e Príncipe          | Lecabela Quaresma                       | Atletica leggera  |        |       |
| Arabia Saudita               | Sultan Mubarak Al-Dawoodi               | Atletica leggera  |        |       |
| Senegal                      | Hortense Diédhiou                       | Judo              |        |       |
| Serbia                       | Novak Đoković                           | Tennis            |        |       |
| Seychelles                   | Dominic Dugasse                         | Judo              |        |       |
| Sierra Leone                 | Ola Sesay                               | Atletica leggera  |        |       |
| Singapore                    | Feng Tianwei                            | Tennis tavolo     |        |       |
| Slovacchia                   | Jozef Gönci                             | Tiro              |        |       |
| Slovenia                     | Peter Kauzer                            | Canoa/kayak       |        |       |
| Isole Salomone               | Jenlyn Wini                             | Sollevamento pesi |        |       |
| Somalia                      | Zamzam Mohamed Farah                    | Atletica leggera  |        |       |
| Sudafrica                    | Caster Semenya                          | Atletica leggera  |        |       |
| Spagna                       | Pau Gasol                               | Pallacanestro     |        |       |
| Sri Lanka                    | Niluka Karunaratne                      | Badminton         |        |       |
| Sudan                        | Ismail Ahmed Ismail                     | Atletica leggera  |        |       |
| Suriname                     | Chinyere Pigot                          | Nuoto             |        |       |
| Swaziland                    | Luke Hall                               | Nuoto             |        |       |
| Svezia                       | Rolf-Göran Bengtsson                    | Equitazione       |        |       |
| Svizzera                     | Stan Wawrinka                           | Tennis            |        |       |
| Siria                        | Majed Aldin Ghazal                      | Atletica leggera  |        |       |
| Taipei cinese                | Chen Shih-Chieh                         | Sollevamento pesi |        |       |
| Tagikistan                   | Mavzuna Chorieva                        | Pugilato          |        |       |
| Tanzania                     | Zakia Mrisho Mohamed                    | Atletica leggera  |        |       |
| Thailandia                   | Nuttapong Ketin                         | Nuoto             |        |       |
| Timor Est                    | Augusto Ramos Soares                    | Atletica leggera  |        |       |
| Togo                         | Benjamin Boukpeti                       | Canoa/kayak       |        |       |
| Tonga                        | Amini Fonua                             | Nuoto             |        |       |
| Trinidad e Tobago            | Marc Burns                              | Atletica leggera  |        |       |
| Tunisia                      | Heykel Megannem                         | Pallamano         |        |       |
| Turchia                      | Neslihan Demir Darnel                   | Pallavolo         |        |       |
| Turkmenistan                 | Serdar Hudayberdiyev                    | Pugilato          |        |       |
| Tuvalu                       | Asenate Manoa                           | Atletica leggera  |        |       |
| Uganda                       | Ganzi Mugula                            | Nuoto             |        |       |
| Ucraina                      | Roman Gontiuk                           | Judo              |        |       |
| Emirati Arabi Uniti          | Saeed bin Maktoum bin Rashid Al Maktoum | Tiro              |        |       |
| Stati Uniti                  | Mariel Zagunis                          | Scherma           |        |       |
| Uruguay                      | Rodolfo Collazo                         | Canottaggio       |        |       |
| Uzbekistan                   | Elshod Rasulov                          | Pugilato          |        |       |
| Vanuatu                      | Anolyn Lulu                             | Tennis tavolo     |        |       |
| Venezuela                    | Fabiola Ramos                           | Tennis tavolo     |        |       |
| Vietnam                      | Nguyễn Tiến Nhật                        | Scherma           |        |       |
| Isole Vergini Americane      | Tabarie Henry                           | Atletica leggera  |        |       |
| Yemen                        | Tameem Al-Kubati                        | Taekwondo         |        |       |
| Zambia                       | Prince Mumba                            | Atletica leggera  |        |       |
| Zimbabwe                     | Kirsty Coventry                         | Nuoto             |        |       |
| Regno Unito                  | Chris Hoy                               | Ciclismo          |        |       |

## Accoglienza
Il Times ha descritto la cerimonia come "un capolavoro", mentre il Daily Telegraph l'ha definita "brillante, mozzafiato, folle e assolutamente britannica". Il capo scrittore sportivo della BBC, Tom Fordyce, lo ha definito "eccentrico" e "ironico", dicendo che "nessuno si aspettava... sarebbe stato così gloriosamente stupido, così cinistico, straordinariamente affascinante e, beh, così pizzicato". -divertiti."
Scrivendo su The Observer, Jackie Kay ha commentato che "sembrava che Boyle avesse inventato un nuovo tipo di cerimonia di apertura, una cerimonia concettuale, che abbraccia le grandi idee con la stessa passione con cui fa stravaganza tecnica".
La reazione estera è stata estremamente positiva. Il New York Times ha detto che la cerimonia è stata "esilarantemente bizzarra... un miscuglio selvaggio di celebrativo e fantasioso; convenzionale ed eccentrico; e francamente fuori dal comune". Forbes l'ha definita Boyle's "canzone d'amore per la Gran Bretagna" mentre Sports Illustrated ne ha notato gli aspetti politici, definendola "una celebrazione della protesta e del dissenso". Il Sydney Morning Herald ha detto che è stato "un inizio indimenticabile... allo stesso tempo sovversivo e sublime" e il Times of India ha detto che "Londra ha presentato un'immagine vibrante del ricco patrimonio e della cultura della Gran Bretagna".